# Climat polar

Climat polar

Climatul polar este răspândit între 70-90 grade latitudine nordică și sudică, cuprinzând Oceanul Arctic și Antarctica. Climatul rece polar este explicat prin unghiul mic în care razele solare ating scoarța terestră, spre deosebire de regiunile de la Ecuator unde razele solare cad perpendicular pe suprafața Pământului.

## Caracteristici
Climatul polar are următoarele caracteristici:
- temperaturi foarte scăzute tot anul: maxima sub 10 °C  și minime între −30 până la −50 grade Celsius
- aici a fost atinsă temperatura minimă absolută (−89,2 grade Celsius) în Antarctica.[1]
- În regiunile cu climat polar, există numai o vegetație săracă de tundră, solul (permafrost) fiind în adâncime înghețat tot timpul anului.